# كولونس (أورن)
كولونس هي بلدية في أورن في شمال غرب فرنسا.